# Henriëtte
Henriëtte is een vrouwelijke voornaam. De naam is afgeleid van de naam Hendrik.
Varianten zijn Henriëtta, Jette, Jetta, Jetty, Jetti, Henja, Henrike, Heike, Henny, Henni, Harriet, Hetty en Hette.

## Adellijke personen met de naam Henriëtte
- Henriëtte Amalia van Anhalt-Dessau (1666-1726)
- Henriëtte van België (1870-1948)
- Henriëtte Anne van Frankrijk (1727-1752), dochter van Lodewijk XV
- Henriëtte Mendel (1833-1891), Duits actrice, in de adelstand verheven om met prins Lodewijk in Beieren te kunnen trouwen
- Henriëtte van Mömpelgard (ca. 1388-1444)
- Henriëtte Amalia van Nassau (1628-1628)
- Henriëtte Catharina van Oranje (1637-1708)
- Henriëtte van Nassau-Weilburg (1780-1857)
- Henriëtte van Nassau-Weilburg (1797-1829)
- Henriëtte van Nevers (1542-1601)
- Henriëtte Caroline van Palts-Zweibrücken (1721-1774)
- Henriëtte van de Poll (1853-1946), hofdame van koningin Emma
- Henriëtte Adelheid van Savoye (1636-1676)
- Henriëtte d'Oultremont de Wégimont (1792-1864), tweede echtgenote van koning Willem I

## Bekende naamdraagsters
- Henriëtte L.T. de Beaufort (1890-1982), Nederlandse jonkvrouw en historica
- Henriëtte Boas (1911-2001), Nederlands classicus en publiciste
- Henriëtte Bosmans (1895–1952), Nederlandse componiste en pianiste
- Henriëtte Calais (1863-1951), Belgisch kunstschilderes, beeldhouwster en grafica
- Henriëtte Hamilton-Falise (1877–1946), Nederlands kunstschilderes
- Henriëtte Maassen van den Brink (1951), Nederlands econoom en hoogleraar
- Henriëtte van der Mey (1850-1945), eerste Nederlandse vrouwelijke journalist
- Henriëtte Prast (1955), Nederlands hoogleraar
- Henriette Roland Holst (1869-1952), Nederlands dichteres en socialiste
- Henriëtte Ronner-Knip (1821-1909), Nederlands-Belgisch kunstschilderes
- Henriëtte Tol (1953), Nederlands actrice
- Henriëtte Weersing (1965), Nederlands volleybalspeler
- Henriëtte Willebeek le Mair (1889-1966), Nederlands kinderboek-illustrator